# 克雷米亚
克雷米亚（義大利語：Cremia），是意大利科莫省的一个市镇。总面积10平方公里，人口721人，人口密度72.1人/平方公里（2009年）。ISTAT代码为013083。